# 네르케

네르케의 문장

네르케의 위치

네르케(스웨덴어: Närke)는 스웨덴 중부 스베알란드 지역을 구성하는 지방 가운데 하나로 면적은 4,122km2, 인구는 195,414명(2009년 기준)이다. 북쪽으로는 베스트만란드 지방, 동쪽으로는 쇠데르만란드 지방, 남동쪽으로는 외스테르예틀란드 지방, 남서쪽으로는 베스테르예틀란드 지방, 북서쪽으로는 베름란드 지방과 접하며 외레브로주와 베스트만란드주, 쇠데르만란드주가 이 지방에 속한다. 지방을 상징하는 꽃은 베리스앵초, 동물은 겨울잠쥐이다.